# Inderapura Utara
Inderapura Utara is een bestuurslaag in het regentschap Zuid-Pesisir van de provincie West-Sumatra, Indonesië. Inderapura Utara telt 4391 inwoners (volkstelling 2010).